# 桜庭吉彦
桜庭 吉彦（さくらば よしひこ、1966年9月22日 - ）は、日本の元ラグビー選手・指導者。現在ジャパンラグビーリーグワン釜石シーウェイブスRFCのゼネラルマネージャーを務めている。

## プロフィール
- 秋田県潟上市出身。
- 現役時代のポジションはロック。
- 日本代表キャップは43。

## 来歴
秋田工業高校ではラグビー部の先生からずっと声を掛けられていて、野球部を辞め2年生からラグビーを始めて冬には花園の試合に出場。3年次に花園優勝に輝き、卒業後、前年度まで日本選手権7連覇を達成した新日本製鐵釜石製鉄所に入社。黄金時代は終焉に向かっていたが、チームの顔として活躍し、釜石を支え続けた。同製鉄所に勤務しながら、法政大学通信課程を卒業。
1986年からは日本代表にも選ばれキャップ43を獲得。非キャップ戦等を含めるとジャパンで唯一100試合出場した。その間W杯にも1987・1995・1999の3大会に出場した。
2001年に新日鐵釜石は「釜石シーウェイブス」となり、シーズン後一度現役を引退。ヘッドコーチに就任。2003-04シーズンには19年ぶりの日本選手権に導いた。
2005年、現役復帰。 コーチ兼任となった。
2006年に退任し、チームアドバイザーとなる。
第1回W杯日本代表で最も長く現役を続けた選手である。